# Le Tapis bleu
Le Tapis bleu est un tableau peint par Juan Gris durant l'été 1925. Cette peinture à l'huile sur toile est une nature morte cubiste représentant une guitare, une partition musicale, deux compotiers  de fruits, un flacon cannelé et un journal posés sur un tapis bleu. Elle est conservée au musée national d'Art moderne de Paris.

## Expositions
- Juan Gris : Washington, National Gallery of Art, 1983
- 50 ans d'Art Espagnol, 1880-1936 : Bordeaux, Musée des beaux-arts, 4 mai-1er septembre 1984 (cat. n°43)
- Paris 1937. L'art indépendant : exposition présentée dans le cadre du cinquantenaire de l'exposition internationale des arts et des techniques dans la vie moderne ; Paris (France), Musée d'art moderne de la Ville de Paris, 12 juin 1987-30 août 1987
- Blau : Farbe der Ferne: Heidelberg (Allemagne), Heidelberger Kunstverein, 02 mars 1990-13 mai 1990
- Juan Gris : peintures et dessins 1887-1927 : Marseille (France), Musée Cantini, 17 septembre 1998-03 janvier 1999
- Présentation des collections permanentes (collections modernes)  : Paris (France), Musée national d'art moderne / Centre de création industrielle, 15 décembre 2006-15 décembre 2007
- Présentation des collections permanentes (collections modernes) : Paris (France), Musée national d'art moderne / Centre de création industrielle, 02 juin 2008-02 juin 2009
- Once obras invitadas en la coleccion permanente con motivo del X Aniversario del Museo Picasso Málaga : Málaga (Espagne), Museo Picasso Málaga, 27 octobre 2013-23 février 2014
- Galeries du XXe siècle : Paris (France), Centre Pompidou, 01 mai 2019-05 avril 2020
- De Miro à Barcelo. Un siècle d'art espagnol - Accrochage 3 : Málaga (Espagne), Centre Pompidou Provisoire Malaga, 12 mars 2020-28 février 2022